# Палеотип
Палеотип — назва європейських друкованих книжок, випущених у світ з 1 січня 1501 до 1 січня 1551 рр. Серед них — книжки, надруковані кириличним шрифтом.
Видання видавалось в форматі ін-октаво, тобто ⅛ частина аркуша, сфальцованого у три згини.
За змістом і оформленням різноманітні. Вони є об'єктом колекціонування і наукового вивчення. Палеотипи вважаються одними з найцінніших і найдавніших книжкових пам'яток, державним культурним надбанням